# Brisingenes mimica
Brisingenes mimica är en sjöstjärneart som först beskrevs av Fisher 1916.  Brisingenes mimica ingår i släktet Brisingenes och familjen Brisingidae.
Artens utbredningsområde är Filippinerna. Inga underarter finns listade i Catalogue of Life.